# ذخیره اسماعیل غانم
بیت اسماعیل غانم، روستایی در بخش شاوور شهرستان کرخه در استان خوزستان ایران است.

## جمعیت
بر پایه سرشماری عمومی نفوس و مسکن در سال ۱۳۹۵، جمعیت این روستا برابر با ۱٬۸۹۱ نفر (۵۰۸ خانوار) بوده‌است.